# Namtenga
Ne doit pas être confondu avec Namentenga ou Natenga (homonymie).
Namtenga est une localité située dans le département de Tougouri de la province du Namentenga dans la région Centre-Nord au Burkina Faso. 

## Géographie
Namtenga se situe à environ 25 km au sud-est de Tougouri, le chef-lieu du département, et à environ 60 km au nord-est de Boulsa.

## Éducation et santé
Namtenga accueille un centre de santé et de promotion sociale (CSPS) tandis que le centre médical avec antenne chirurgicale (CMA) de la province se trouve à Boulsa.